# 서산버드랜드
서산버드랜드(Seosan Birdland)는 천수만을 체계적으로 보전, 관리하고, 생태 관광의 활성화에 주력하기 위해 충청남도 서산시에 조성된 생태공원이다. 서산버드랜드 내에는 철새의 박제 등을 전시하는 철새박물관이 있다. 철새박물관에는 천수만에 서식하는 큰기러기, 가창오리, 노랑부리저어새, 큰고니 등 200여 종의 철새 표본과 전시자료, 영상자료, 새소리 등이 있다.

## 시설

### 철새박물관
천수만의 새와 숲은 상징하는 조형물의 형태이며, 천수만에 서식하는 큰기러기, 가창오리, 노랑부리저어새, 큰고니 등 200여종에 가까운 철새들의 다양한 표본 및 전시자료를 접할 수 있다. 4D영상관과 함께 서산버드랜드의 랜드마크 역할을 하고 있다.

### 4D영상관
천수만의 산을 상징하는 조형물의 형태이며, 4D영화 "날아라 부르르"가 상영된다.

### 둥지전망대
배를 형상화한 하부구조물과 역동적인 회오리 모양의 상부 구조물이 철새알을 상징하는 다양한 크기의 원형공간들과 조화를 이루는 전망대이다.

### 자생식물원
무궁화동산, 연못, 산책로 등이 조성된 자연생태학습공간이다.